# Bahnstrecke Mercato San Severino–Sarno/Nocera Inferiore
| Strecke                                 |        | von Benevento                                  | von Benevento                   |
| Bahnhof                                 | 43,664 | Mercato San Severino                           | 142 m                           |
| Abzweig geradeaus und nach links        |        | nach Salerno                                   | nach Salerno                    |
| Haltepunkt / Haltestelle                | 40,293 | Valle di Mercato San Severino ehem. Bahnhof    | 142 m                           |
| Haltepunkt / Haltestelle                | 37,916 | Castel San Giorgio-Roccapiemonte ehem. Bahnhof | 81 m                            |
| Haltepunkt / Haltestelle                | 36,740 | Lanzara-Fimiani ehem. Bahnhof                  | 74 m                            |
| Bahnhof                                 | 35,402 | Codola seit 1882                               | 69 m                            |
| Abzweig geradeaus und nach links        |        | nach Nocera Inferiore seit 1882                | nach Nocera Inferiore seit 1882 |
| Abzweig geradeaus und ehemals von links |        | von Nocera Inferiore                           | von Nocera Inferiore            |
| ehemaliger Bahnhof                      |        | Codola (vecchia) bis 1882                      | Codola (vecchia) bis 1882       |
| Tunnel                                  |        | Orco-Tunnel                                    | Orco-Tunnel                     |
| Haltepunkt / Haltestelle                | 31,950 | Lavorate                                       | 37 m                            |
| Abzweig geradeaus und von links         |        | von Salerno                                    | von Salerno                     |
| Bahnhof                                 | 27,625 | Sarno                                          | 22 m                            |
| Strecke                                 |        | nach Caserta                                   | nach Caserta                    |

| Strecke                                  |       | von Mercato San Severino                | von Mercato San Severino                |
| Bahnhof                                  | 0,000 | Codola                                  | Codola                                  |
| Abzweig geradeaus und nach rechts        |       | nach Sarno                              | nach Sarno                              |
| Abzweig geradeaus und ehemals von rechts |       | P.M. Piedimonte von Sarno, seit 1882    | P.M. Piedimonte von Sarno, seit 1882    |
| Kreuzung geradeaus unten                 |       | SFS Napoli–Salerno und Cancello–Salerno | SFS Napoli–Salerno und Cancello–Salerno |
| Haltepunkt / Haltestelle                 | 3,080 | Nocera Inferiore Mercato                | Nocera Inferiore Mercato                |
| Abzweig geradeaus und von links          |       | nach Salerno                            | nach Salerno                            |
| Bahnhof                                  | 4,195 | Nocera Inferiore                        | Nocera Inferiore                        |
| Strecke                                  |       | nach Napoli                             | nach Napoli                             |

Die Bahnstrecke Mercato San Severino–Sarno/Nocera Inferiore liegt im Großraum Neapel und verbindet die Städte Mercato San Severino und Sarno sowie San Severino und Nocera Inferiore  miteinander.

## Geschichte
Die Strecke wurde in zwei Abschnitten fertiggestellt. Der Abschnitt Mercato San Severino–Sarno wurde am 17. Februar 1861 eröffnet. Ein Jahr später, am 1. Mai 1882 folgte der Abschnitt Nocera Inferiore–Codola.

## Ausbauzustand
Die Strecke ist eingleisig und nicht elektrifiziert, mit Ausnahme der Strecke von Nocera Inferiore nach Codola. Die Linie wird nur durch Regionalzüge bedient.